# Camponotus monardi
Camponotus monardi é uma espécie de inseto do gênero Camponotus, pertencente à família Formicidae.